# اسکار پترسون
اسکار امانوئل پترسون (به انگلیسی: Oscar Emmanuel Peterson) (زاده ۱۵ اوت ۱۹۲۵ – درگذشته ۲۳ دسامبر ۲۰۰۷) نوازنده برجسته پیانو و آهنگ‌ساز جاز بود.

## زندگی‌نامه
او در ۱۵ اوت ۱۹۲۵ در شهر مونترآل، ایالت کبک کانادا متولد شد و در ۲۳ دسامبر ۲۰۰۷ بر اثر نارسایی کلیوی درگذشت. او موسیقی را از پدرش فراگرفت. تحت تأثیر هنر پیانونوازی آرت تیتوم قرارگرفت. وی با بسیاری از بزرگان جاز هم‌نوازی داشته‌است.

## فعالیت
اسکار پترسون یکی از بزرگ‌ترین پیانیست‌های تمام دوران محسوب می‌شود. او نوازندگی پیانو کلاسیک را ۶ سالگی آغاز و به سرعت پیشرفت کرد. سبک کار وی جاز است. در دهه ۱۹۵۰ میلادی او ابتدا گروه دونفره‌ای را به همراه ری براون تشکیل داد که با اضافه شدن بارنی کسل و سپس هرب الیس، گیتاریست، به گروهی سه نفری تبدیل شد. این گروه مرتباً در کنسرت‌های JATP حاضر می‌شد. در سال ۱۹۵۸ اسکار پترسون گروه سه‌تایی خود را به گروهی با سازهای پیانو، باس و درامز تغییر داد که تا مدت‌ها شامل براون و اد تیگپن می‌شد.
در اوایل دهه ۱۹۷۰ به تک‌نوازی روی آورد و کارهای بسیاری را از اجراهای تکی‌اش منتشر کرد. وی همچنین یک مجموعه دوئت تحسین‌برانگیز را با نوازندگانی همچون دیزی گیلسپی و کلارک تری انجام داد.
او تا سال ۱۹۹۳ که دچار حمله قلبی شد، کار خود را با گروه سه نفری اش ادامه داد. آخرین گروه کار او شامل مارتین دروو، ارستد پدرسون و گیتاریست سوئدی اولف واکینوس است.

## جوایز و افتخارها
- هفت بار دریافت جایزه گرمی
- جایزه تامسون روی